# Pesto

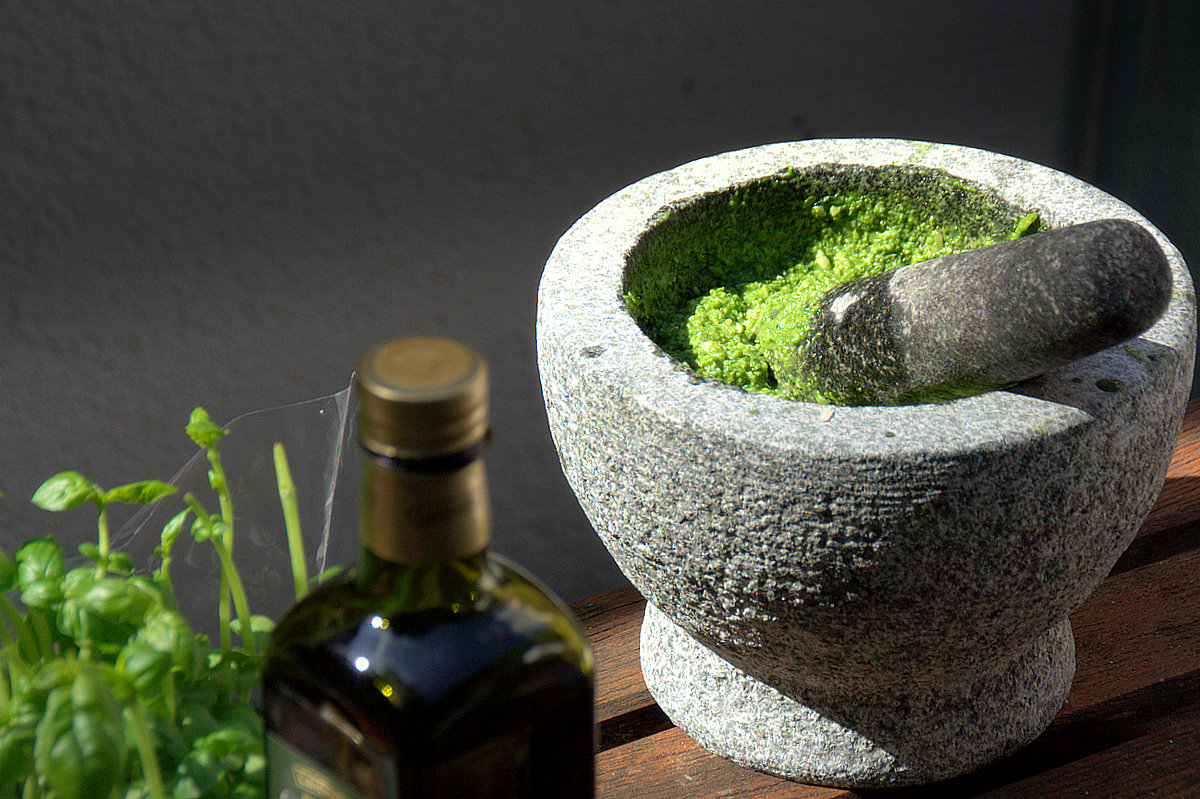
Pesto

Pesto alla genovese – zielony sos pochodzący z Genui (Liguria) we Włoszech, którego głównym składnikiem jest bazylia.
Tradycyjnie wytwarzany w marmurowych moździerzach z oliwy, bazylii, parmezanu lub innego drobno startego twardego sera, orzeszków piniowych, czosnku i soli. W przeciwieństwie do odmiany standardowej (pesto alla genovese), czerwone pesto sycylijskie (pesto alla siciliana) zawiera suszone na słońcu pomidory.
Serwowany do pieczywa, makaronu (tradycyjnie do bavette zwanego również linguine lub trenette oraz do trofie), sałaty, serów i innych dań. Pesto nie należy podgrzewać, ponieważ w wysokiej temperaturze bazylia nabiera gorzkiego smaku.
Sprzedawany jest głównie w postaci świeżej, na wagę lub w małych słoiczkach.
Okres trwałości pesto po otwarciu wynosi około tygodnia; w razie potrzeby można je zamrozić.
Genueńczycy zabierali pesto na wyprawy morskie, gdyż przeciwdziałało szkorbutowi.